# Szerbia a 2011-es úszó-világbajnokságon
Szerbia a 2011-es úszó-világbajnokságon 21 sportolóval vett részt.

## Érmesek
|     | Nemzet  | Arany | Ezüst | Bronz | Összesen |
| 23. | Szerbia | 0     | 1     | 0     | 1        |

| Érem      | Név | Esemény         | Dátum      |
| --------- | --- | --------------- | ---------- |
| Ezüstérem | Slobodan Soro Marko Avramović Živko Gocić Vanja Udovičić Miloš Ćuk Duško Pijetlović Slobodan Nikić Milan Aleksić Nikola Rađen Filip Filipović Andrija Prlainović Stefan Mitrović Gojko Pijetlović | Férfi vízilabda | július 30. |

## Úszás
Férfi
| Versenyző           | Esemény                         | Selejtező | Selejtező | Elődöntő          | Elődöntő          | Döntő             | Döntő             |
| Versenyző           | Esemény                         | Idő       | Helyezés  | Idő               | Helyezés          | Idő               | Helyezés          |
| ------------------- | ------------------------------- | --------- | --------- | ----------------- | ----------------- | ----------------- | ----------------- |
| Velimir Stjepanović | Férfi 100 méteres gyorsúszás    | 50.14     | 37        | Nem jutott tovább | Nem jutott tovább | Nem jutott tovább | Nem jutott tovább |
| Velimir Stjepanović | Férfi 400 méteres gyorsúszás    | 3:54.87   | 26        |                   |                   | Nem jutott tovább | Nem jutott tovább |
| Velimir Stjepanović | Férfi 200 méteres pillangóúszás | 1:57.40   | 19        | Nem jutott tovább | Nem jutott tovább | Nem jutott tovább | Nem jutott tovább |
| Radovan Siljevski   | Férfi 200 méteres gyorsúszás    | 1:51.42   | 35        | Nem jutott tovább | Nem jutott tovább | Nem jutott tovább | Nem jutott tovább |
| Stefan Sorak        | Férfi 800 méteres gyorsúszás    | 8:14.45   | 36        |                   |                   | Nem jutott tovább | Nem jutott tovább |
| Szilágyi Csaba      | Férfi 50 méteres mellúszás      | 27.93     | 14 Q      | 27.89             | 16                | Nem jutott tovább | Nem jutott tovább |
| Szilágyi Csaba      | Férfi 100 méteres mellúszás     | 1:01.59   | 31        | Nem jutott tovább | Nem jutott tovább | Nem jutott tovább | Nem jutott tovább |
| Milorad Čavić       | Férfi 50 méteres pillangóúszás  | 23.76     | 12 Q      | 23.59             | 12                | Nem jutott tovább | Nem jutott tovább |
| Milorad Čavić       | Férfi 100 méteres pillangóúszás | 52.67     | 18        | Nem jutott tovább | Nem jutott tovább | Nem jutott tovább | Nem jutott tovább |
| Ivan Lenđer         | Férfi 50 méteres pillangóúszás  | 23.51     | 5 Q       | 23.54             | 11                | Nem jutott tovább | Nem jutott tovább |
| Ivan Lenđer         | Férfi 100 méteres pillangóúszás | 53.14     | 24        | Nem jutott tovább | Nem jutott tovább | Nem jutott tovább | Nem jutott tovább |

Női
| Versenyző             | Esemény                    | Selejtező | Selejtező | Elődöntő          | Elődöntő          | Döntő             | Döntő             |
| Versenyző             | Esemény                    | Idő       | Helyezés  | Idő               | Helyezés          | Idő               | Helyezés          |
| --------------------- | -------------------------- | --------- | --------- | ----------------- | ----------------- | ----------------- | ----------------- |
| Miroslava Najdanovski | Női 50 méteres gyorsúszás  | 26.09     | 29        | Nem jutott tovább | Nem jutott tovább | Nem jutott tovább | Nem jutott tovább |
| Miroslava Najdanovski | Női 100 méteres gyorsúszás | 56.42     | 36        | Nem jutott tovább | Nem jutott tovább | Nem jutott tovább | Nem jutott tovább |
| Nađa Higl             | Női 200 méteres mellúszás  | 2:27.39   | 11 Q      | 2:25.56           | 8 Q               | 2:25.93           | 6                 |

## Vízilabda

### Férfi
Kerettagok
- Slobodan Soro
- Marko Avramović*
- Živko Gocić
- Vanja Udovičić – Kapitány
- Miloš Ćuk
- Duško Pijetlović
- Slobodan Nikić
- Milan Aleksić
- Nikola Rađen
- Filip Filipović
- Andrija Prlainović
- Stefan Mitrović
- Gojko Pijetlović

#### B csoport
| Csapat     | M | Gy | D | V | G+ | G– | Gk  | P |
| ---------- | - | -- | - | - | -- | -- | --- | - |
| Szerbia    | 3 | 3  | 0 | 0 | 41 | 19 | +22 | 6 |
| Ausztrália | 3 | 2  | 0 | 1 | 30 | 27 | +3  | 4 |
| Románia    | 3 | 1  | 0 | 2 | 27 | 31 | –4  | 2 |
| Kína       | 3 | 0  | 0 | 3 | 22 | 43 | –21 | 0 |

| 2011. július 18. 21:00 | Szerbia              | 17 – 5      | Kína         | Sanghaj Nézőszám: 400 Játékvezetők: Flahive (AUS), Reemnet (NED) |
| 2011. július 18. 21:00 | (5–1, 3–0, 2–2, 7–2) |             |              | Sanghaj Nézőszám: 400 Játékvezetők: Flahive (AUS), Reemnet (NED) |
| 2011. július 18. 21:00 | Filipović 4          | Jegyzőkönyv | öt játékos 1 | Sanghaj Nézőszám: 400 Játékvezetők: Flahive (AUS), Reemnet (NED) |

| 2011. július 20. 09:30 | Szerbia              | 12 – 5      | Románia | Sanghaj Nézőszám: 350 Játékvezetők: Stavridis (GRE), Rotsart (USA) |
| 2011. július 20. 09:30 | (3–1, 3–1, 3–1, 3–2) |             |         | Sanghaj Nézőszám: 350 Játékvezetők: Stavridis (GRE), Rotsart (USA) |
| 2011. július 20. 09:30 | Prlainović 4         | Jegyzőkönyv | Radu 2  | Sanghaj Nézőszám: 350 Játékvezetők: Stavridis (GRE), Rotsart (USA) |

| 2011. július 22. 19:40 | Szerbia              | 12 – 9      | Ausztrália      | Sanghaj Nézőszám: 550 Játékvezetők: Caputi (ITA), Bock (GER) |
| 2011. július 22. 19:40 | (5–3, 2–1, 3–2, 2–3) |             |                 | Sanghaj Nézőszám: 550 Játékvezetők: Caputi (ITA), Bock (GER) |
| 2011. július 22. 19:40 | Filipović 5          | Jegyzőkönyv | három játékos 2 | Sanghaj Nézőszám: 550 Játékvezetők: Caputi (ITA), Bock (GER) |

#### Negyeddöntő
| 36. mérkőzés 2011. július 26. 15:20 | Szerbia              | 9 – 4       | Németország    | Sanghaj Nézőszám: 500 Játékvezetők: Koganov (AZE), Alexandrescu (ROU) |
| 36. mérkőzés 2011. július 26. 15:20 | (2–0, 0–1, 4–3, 3–0) |             |                | Sanghaj Nézőszám: 500 Játékvezetők: Koganov (AZE), Alexandrescu (ROU) |
| 36. mérkőzés 2011. július 26. 15:20 | Filipović 4          | Jegyzőkönyv | négy játékos 1 | Sanghaj Nézőszám: 500 Játékvezetők: Koganov (AZE), Alexandrescu (ROU) |

#### Elődöntő
| 43. mérkőzés 2011. július 28. 16:50 | Magyarország              | 14 – 15 (h. u.) | Szerbia                 | Sanghaj Nézőszám: 1200 Játékvezetők: Margeta (SLO), Stavridis (GRE) |
| 43. mérkőzés 2011. július 28. 16:50 | (2–1, 7–5, 3–3, 1–4, 1–2) |                 |                         | Sanghaj Nézőszám: 1200 Játékvezetők: Margeta (SLO), Stavridis (GRE) |
| 43. mérkőzés 2011. július 28. 16:50 | Madaras 4                 | Jegyzőkönyv     | Filipović, Prlainović 3 | Sanghaj Nézőszám: 1200 Játékvezetők: Margeta (SLO), Stavridis (GRE) |

#### Döntő
| 48. mérkőzés 2011. július 30. 21:00 | Szerbia              | 7 – 8 (h. u.) | Olaszország | Sanghaj Nézőszám: 2000 Játékvezetők: Tulga (TUR), Koganov (AZE) |
| 48. mérkőzés 2011. július 30. 21:00 | (0–1, 2–0, 1–4, 3–1) |               |             | Sanghaj Nézőszám: 2000 Játékvezetők: Tulga (TUR), Koganov (AZE) |
| 48. mérkőzés 2011. július 30. 21:00 | Filipović 3          | Jegyzőkönyv   | Aicardi 3   | Sanghaj Nézőszám: 2000 Játékvezetők: Tulga (TUR), Koganov (AZE) |

| Csapat  | Helyezés  |
| ------- | --------- |
| Szerbia | Ezüstérem |